# Aegisthus aculeatus
Aegisthus aculeatus är en kräftdjursart som beskrevs av Giesbrecht 1891. Aegisthus aculeatus ingår i släktet Aegisthus och familjen Aegisthidae. Inga underarter finns listade i Catalogue of Life.